# Tianshan-Birkenmaus
Die Tianshan-Birkenmaus oder Tienschan-Birkenmaus (Sicista tianshanica) ist eine Nagetierart aus der Gattung der Birkenmäuse (Sicista). Sie kommt im Nordwesten der Volksrepublik China und in Kasachstan im Tian Shan vor.

## Merkmale
Die Tianshan-Birkenmaus erreicht eine Kopf-Rumpf-Länge von 6,7 bis 7,3 Zentimetern und einen Schwanz von 9,9 bis 11,4 Zentimetern Länge bei einem Gewicht von etwa 9 bis 14 Gramm. Die Hinterfußlänge beträgt 16 bis 19 Millimeter, die Ohrlänge etwa 11 bis 15 Millimeter. Das Rückenfell ist uniform strohgelb gefärbt, ein Rückenstreifen im Bereich der Wirbelsäule fehlt. Die Körperseiten sind etwas heller, die Bauchseite ist blass weiß-grau mit einem leichten strohgelben Einschlag. Das Kinn und die Kehle sind weiß. Der Schädel hat eine Gesamtlänge von 18 bis 21 Millimetern. Er ist im Vergleich zur Steppenbirkenmaus (Sicista subtilis) verlängert.

## Verbreitung
Die Tianshan-Birkenmaus kommt im Nordwesten der Volksrepublik China und in Kasachstan im Tienschan vor. In China umfasst das Verbreitungsgebiet Teile der zentralen bis südlichen Provinzen Gansu, den Osten von Qinghai, Shaanxi, Sichuan und Yunnan.

## Lebensweise
Die Tianshan-Birkenmaus lebt als Gebirgsart in bewaldeten Arealen und felsigen Weiden in Höhen von 2500 bis 3000 Metern. Die Tiere sind meistens nachtaktiv, können jedoch auch tagsüber auftreten. Sie verstecken sich häufig in hohlen Ästen und Baumhöhlen. Ein Wurf besteht aus etwa drei bis sechs Jungtieren.

## Systematik
Die Tianshan-Birkenmaus wird als eigenständige Art innerhalb der Gattung der Birkenmäuse (Sicista) eingeordnet, die aus vierzehn Arten besteht. Die wissenschaftliche Erstbeschreibung stammt von Salensky aus dem Jahr 1903, der die Art anhand von Individuen aus Qinghai in Tian Shan beschrieb.

## Status, Bedrohung und Schutz
Die Tianshan-Birkenmaus wird von der International Union for Conservation of Nature and Natural Resources (IUCN) als nicht gefährdet (least concern) gelistet. Begründet wird dies durch das vergleichsweise große Verbreitungsgebiet und die angenommen großen und stabilen Bestände. Genaue Angaben zur Bestandsgröße sind nicht bekannt, jedoch gibt es auch keine bestandsgefährdenden Risiken.

## Belege
1. 1 2 3 4 5  Andrew T. Smith: Tianshan Birch Mouse. In: Andrew T. Smith, Yan Xie: A Guide to the Mammals of China. Princeton University Press, Princeton NJ 2008, ISBN 978-0-691-09984-2, S. 207–208.
2. 1 2 3  Sicista tianshanica in der Roten Liste gefährdeter Arten der IUCN 2014.3. Eingestellt von: K. Tsytsulina, 2008. Abgerufen am 23. Dezember 2015.
3. ↑  Sicista tianshanica (Memento des Originals vom 24. Dezember 2015 im Internet Archive)  Info: Der Archivlink wurde automatisch eingesetzt und noch nicht geprüft. Bitte prüfe Original- und Archivlink gemäß Anleitung und entferne dann diesen Hinweis.. In: Don E. Wilson, DeeAnn M. Reeder (Hrsg.): Mammal Species of the World. A taxonomic and geographic Reference. 2 Bände. 3. Auflage. Johns Hopkins University Press, Baltimore MD 2005, ISBN 0-8018-8221-4.